# 埃什维莱尔
埃什维莱尔（法語：Eschwiller，法語發音：[ɛʃvilɛʁ]）是法国下莱茵省的一个市镇，属于萨韦尔讷区。

## 地理
埃什维莱尔（48°51'34"N, 7°6'54"E）面积3.49 平方千米，位于法国大東部大區下莱茵省，该省份为法国大陆部分最东部的省份，是阿尔萨斯的一部分，今与上莱茵省组成了阿尔萨斯欧洲集体，其南至上莱茵省，西南接孚日省和默尔特-摩泽尔省，西接摩泽尔省，北与德国接壤，东侧沿莱茵河与德国相望。
与埃什维莱尔接壤的市镇（或旧市镇、城区）包括：波斯特罗夫、贝伦多夫、埃维莱、伊尔斯克朗、韦埃、沃尔夫斯基申。
埃什维莱尔的时区为UTC+01:00、UTC+02:00（夏令时）。

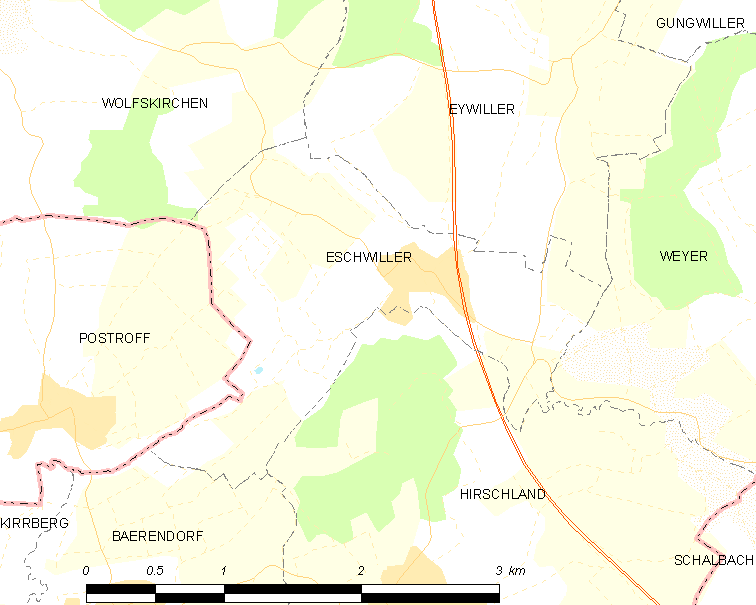
埃什维莱尔的OSM定位图

## 行政
埃什维莱尔的邮政编码为67320，INSEE市镇编码为67134。

## 政治
埃什维莱尔所属的省级选区为英维莱尔县。

## 人口

1962-2008年间埃什维莱尔人口变化图示

埃什维莱尔于2022年1月1日时的人口数量为174人。